# Elachertoidea bifasciatipennis
Elachertoidea bifasciatipennis är en stekelart som beskrevs av Girault 1912. Elachertoidea bifasciatipennis ingår i släktet Elachertoidea och familjen puppglanssteklar.
Artens utbredningsområde är Paraguay. Inga underarter finns listade i Catalogue of Life.